# Elecciones generales de Austria de 1999
Las elecciones generales de Austria del 1999 dieron la mayoría al Partido Socialdemócrata.

## Ideologías

### Conservadurismo
Es la gran perdedora, su máximo representante, el Partido Popular, obtiene el peor resultado en la historia de Austria, pese a que pierde pocos votos y escaños, empata con el ultraderechista Partido de la Libertad de Austria.

### Socialdemocracia
Es la ganadora de las elecciones, aunque una victoria agridulce, ya que pierde votos y escaños, pero la subida nacionalista frena al ÖVP. El Partido Socialdemócrata, que pese a perder votos y escaños, mantiene una ventaja de 6,3% del ÖVP y del FPÖ.

### Nacionalismo
El Partido de la Libertad de Austria es el gran ganador de las elecciones: obtiene su mejor resultado en la historia y empata con uno de los 2 grandes partidos de Austria (el Partido Popular) en votos y escaños).

### Ecologismo
El partido que representa este movimiento, Los Verdes, ganan votos y escaños, aunque se mantienen como 4 fuerza en el parlamento.

## Resultados
| Partido | Partido                                  | %    | Cambio | Escaños | Cambio |
|         | Partido Socialdemócrata de Austria (SPÖ) | 33,2 | -4,9   | 65      | -6     |
|         | Partido Popular de Austria (ÖVP)         | 26,9 | -1,4   | 52      | -1     |
|         | Partido de la Libertad de Austria (FPÖ)  | 26,9 | +5,0   | 52      | +12    |
|         | Los Verdes (GRÜNE)                       | 7,4  | +2,6   | 14      | +5     |

- Datos: Q696657
- Multimedia: 1999 Austrian general election / Q696657